# Regla de Wade

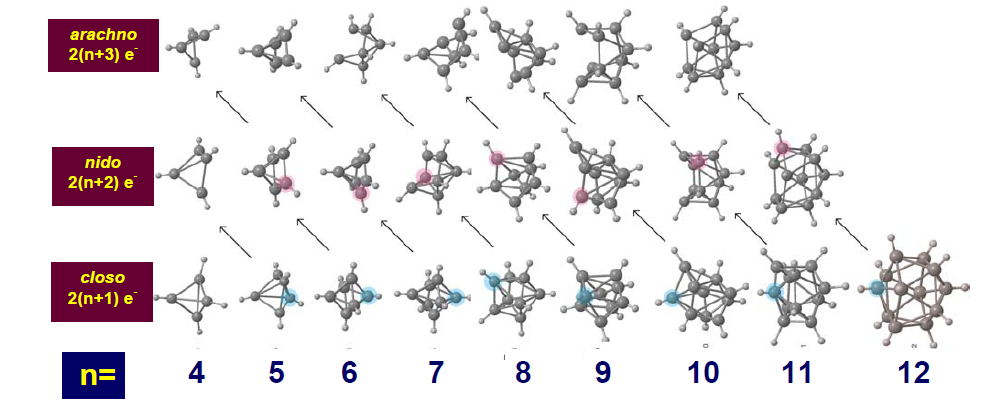
esquema general de la regla de Wade

La regla de Wade o teoria del parell d'electrons d'esquelet polièdric permet definir l'estructura d'un clúster deficient en electrons a partir del comptatge dels seus electrons. Aquesta regla va ser definida per K. Wade principalment per predir les estructures de borans i carborans, encara que també serveix per altres àtoms, sempre que el clúster sigui deficient en electrons. Aquesta regla es basa en el fet que un clúster necessita diferent nombre d'electrons per formar-se depenent de la seva estructura tot i tenir el mateix nombre d'àtoms, és important només comptar els electrons dirigits cap al clúster i no els electrons totals.
S'ha de tenir en compte que si hi ha càrregues positives o negatives, aquestes s'associen al clúster

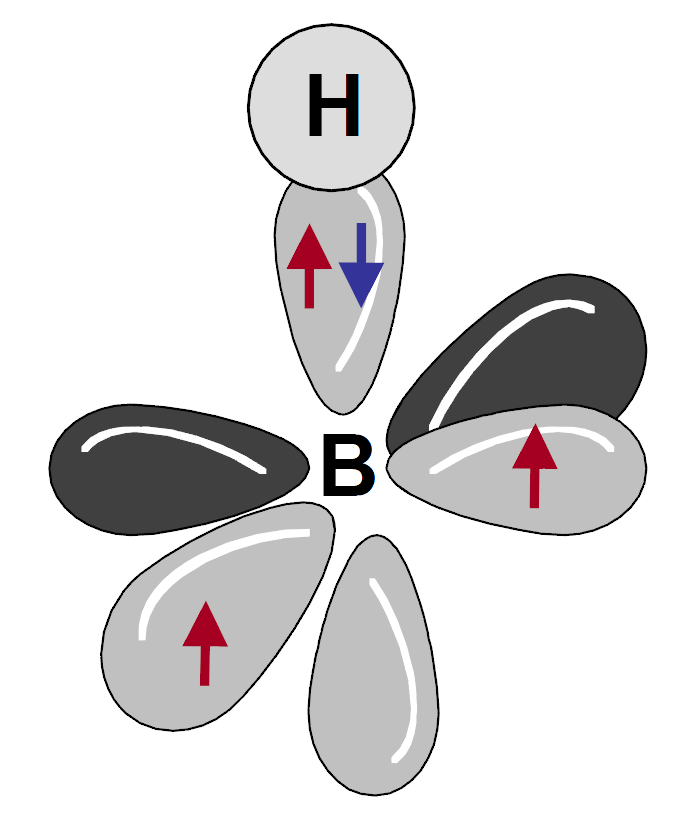
Fragment B-H

En aquest cas només es comptarien els dos electrons que no són a l'enllaç B-H
Una vegada hem comptat els electrons que pertanyen al clúster només en queda aplicar la regla de Wade per saber quina serà l'estructura del clúster:
- Si el nombre és 2n + 2 electrons l'estructura és tipus closo on n és el nombre de vèrtex
- Si en canvi el nombre d'electrons és 2n + 4 l'estructura és tipus nido
- Si en canvi el nombre és de 2n +6 electrons l'estructura és de tipus arachno